# Pleasant Run Farm
Pleasant Run Farm – jednostka osadnicza w Stanach Zjednoczonych, w stanie Ohio, w hrabstwie Hamilton.